# آزمایشگاه ملی لارنس لیورمور
آزمایشگاه ملی لارنس لیورمور (به انگلیسی: Lawrence Livermore National Laboratory) مشهور به LLNL یک مرکز علمی فدرال در ایالت کالیفرنیا آمریکا است.

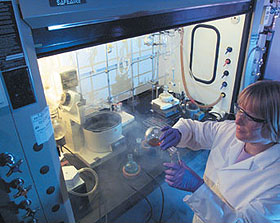
آزمایشگاه ملی لارنس «تحقیقات روی اتصال مولکولها بهم»

بانی این آزمایشگاه ادوارد تلر بود.